# Каллавей (округ)
Округ Каллавей (англ. Callaway County) — округ штата Миссури, США. Население округа на 2009 год составляло 43 727 человек. Административный центр округа — город Фултон.

## История
Округ Каллавей основан в 1821 году.

## География
Округ занимает площадь 2173 км2.

## Демография
Согласно оценке Бюро переписи населения США, в округе Каллавей в 2009 году проживало 43 727 человек. Плотность населения составляла 20.1 человек на квадратный километр.